# Turcismus
Turcismus (nebo také podle nového pravopisu turcizmus) je slovo původně z tureckého jazyka, které proniklo do jazyků jiných. S turcismy se můžeme setkat hlavně v oblastech, které kdysi byly součástí Osmanské říše, některá turecká slova se ale rozšířila i za hranice říše a používají se i v evropských, či orientálních jazycích. Nejvíce se ale s turcismy lze setkat u jihoslovanských jazyků, hlavně v případě bosenštiny a makedonštiny. Turecké výrazy se rozšířily hlavně v oblasti vojenství, státní správy, ale třeba i gastronomie, vlastnických vztahů apod.
Během konce 19. století docházelo v různých zemích jihovýchodní Evropy k různým obrozeneckým procesům, jejichž cílem bylo odstranit vše staré (osmanské) a nahradit to moderním, evropským. Nejinak tomu bylo i u jazyka. Například z bulharštiny zmizela celá řada slov tureckého původu. Naopak s emancipací Bosňáků a vytvořením jejich spisovného jazyka se začaly turcismy v původní srbochorvatštině v oblasti, kde žijí Bosňáci, opět objevovat a používat.

## Turcismy v jednotlivých jihoslovanských jazycích

### Srbština a bosenština
- avlija (dvůr)
- boja (barva) z tureckého boya
- čelik (ocel)
- budala (hlupák) z tureckého budala
- jastuk (polštář) z tureckého yastık
- kutija (krabice) z tureckého kutu
- sat (hodina) z tureckého sati
- šećer (cukr)

## Turcismy rozšířené celosvětově
- jogurt z tureckého yoğurt